# Oosterwolde (Friesland)
Oosterwolde (Stellingwerfs: Oosterwoolde; Fries: Easterwâlde) is een dorp en sinds 1886 de hoofdplaats van de gemeente Ooststellingwerf in de Nederlandse provincie Friesland.
Het dorp ligt op vijf kilometer afstand van Appelscha. De Opsterlandse Compagnonsvaart, die deel uitmaakt van de Turfroute, doorsnijdt het dorp dat is ontstaan uit de samenvoeging van een paar brinken. Daarvan is de Oostenbrink het best bewaard gebleven. Oosterwolde heeft zich in de 19e eeuw met name ontwikkeld langs de vaart, waar de meeste nijverheid plaatsvond. Het dorp ligt aan de N381, en de N919 doorkruist het industriegebied.
Het dorp had op 1 januari 2023 9.825 inwoners.

## Buurtschappen
Het dorp kent naast een flink gegroeide woonkern ook nog een buitengebied met een flink aantal buurtschappen.
Aan de west- en zuidkant van Oosterwolde liggen Prandinga, Nanninga, Drie Tolhekken, Hoogeduurswoude, Laagduurswoude (klein deel), Buttinga, Boekhorst (grotendeels) en Venekoten.
Aan de oostkant liggen Medhuizen, Schottelenburg en Klazinga. En in het noordelijke buitengebied liggen Jardinga, Bentemaden, Schrappinga, Weper, De Knolle en Weperpolder.

## Geschiedenis

### Oude steentijd
De beekdalen en dekzandruggen rondom Oosterwolde waren vanaf het einde van de oude steentijd, het laat-paleolithicum, verblijfplaatsen van jagers-verzamelaars. Kampementjes met haardplaatsen en vuurstenen artefacten zijn aangetroffen langs de Tjonger bij Jardinga en Lochtenrek. Lochtenrek is het gebied bij een oude oversteek van een Tjongermeander tussen Oosterwolde en Makkinga.
Sinds 2017 is Lochtenrek de naam van een brug in de N381 over de Tjonger

### Vanaf de Middeleeuwen
In 1325-1336 werd het dorp vermeld als tot Oesterwolde, in 1408 als Oostwoldt en in als 1579 Oostwolt. De plaatsnaam zou verwijzen net het feit dat het oostelijk is gelegen van een moerasbos (wold).
Oosterwolde is een tijdje bereikbaar geweest via de tram. Het tracé in de richting van Makkinga dat tot 1885 hoofdplaats van de gemeente was, is nog ten dele terug te vinden. De straatnaam Trambaan herinnert nog aan deze verbinding, evenals een monument, bestaande uit een bok en een stukje rails, dat in 2011 werd opgericht. De tram reed voor het laatst in 1962 waarna bussen het vervoer overnamen.
Oosterwolde is van de Duitse bezetting in de Tweede Wereldoorlog bevrijd op 13 april 1945. Hier heeft de Dertienaprilstraat zijn naam aan te danken. In het Thiesingabosje, in buurtschap De Weper, is een oorlogsmonument bij een voormalige executieplaats.

## Bezienswaardigheden
De meest in het oog springende bezienswaardigheid in Oosterwolde is de Dorpskerk, uit 1735. Hier staat ook een van de klokkenstoelen in Friesland.

## Voorzieningen
Oosterwolde heeft sinds de turfwinning in de 19e eeuw een centrumfunctie voor de regio en heeft om deze reden relatief veel voorzieningen, zoals een scholengemeenschap (het Stellingwerf College), verzorgingshuizen en andere sociale voorzieningen.

## Talen
Het dorp is viertalig: er wordt als moedertaal naast Nederlands (60% van de inwoners), Fries (24%) en Stellingwerfs (14%) ook Maleis (2%) gesproken door de Nederlands-Molukse inwoners. De tendens is dat de laatste twee talen verdwijnen door het overheersende gebruik van het Nederlands. 

## Sport
- SV Oosterwolde, sportvereniging, voetbalvereniging
- Kv DIO, korfbalvereniging (in samenwerking met VZK Haule, Korfbal Donkerbroek! en ODIS Elsloo onder de nieuwe naam VDDO bekend)
- LSV Invictus, loopvereniging
- TCO Oosterwolde, tennisvereniging
- Z.C.N.F. '34, zwemvereniging
- PSV Nieuw Leven, paardensportvereniging

## Geboren in Oosterwolde
- Klaas Keuning (1916–2000), Nederlands politicus
- Dirk ter Haar (1919–2002), Engels-Nederlands natuurkundige
- Gerrit Grolleman (1920–2011), Nederlands politicus, burgemeester
- Hendrik Willem ter Haar (1922–2012), Nederlands geriater
- Joop Alberda (1951), Nederlands volleybalcoach en sportbestuurder
- Menno Lievers (1959), Nederlands atleet, filosoof en schrijver
- Gerrit Jan van de Werfhorst (1964), Nederlands organist
- Halbe Zijlstra (1969), Nederlands politicus
- Arjan Stroetinga (1981), Nederlands schaatser
- Marrit Steenbergen (2000), Nederlands zwemster

## Varia

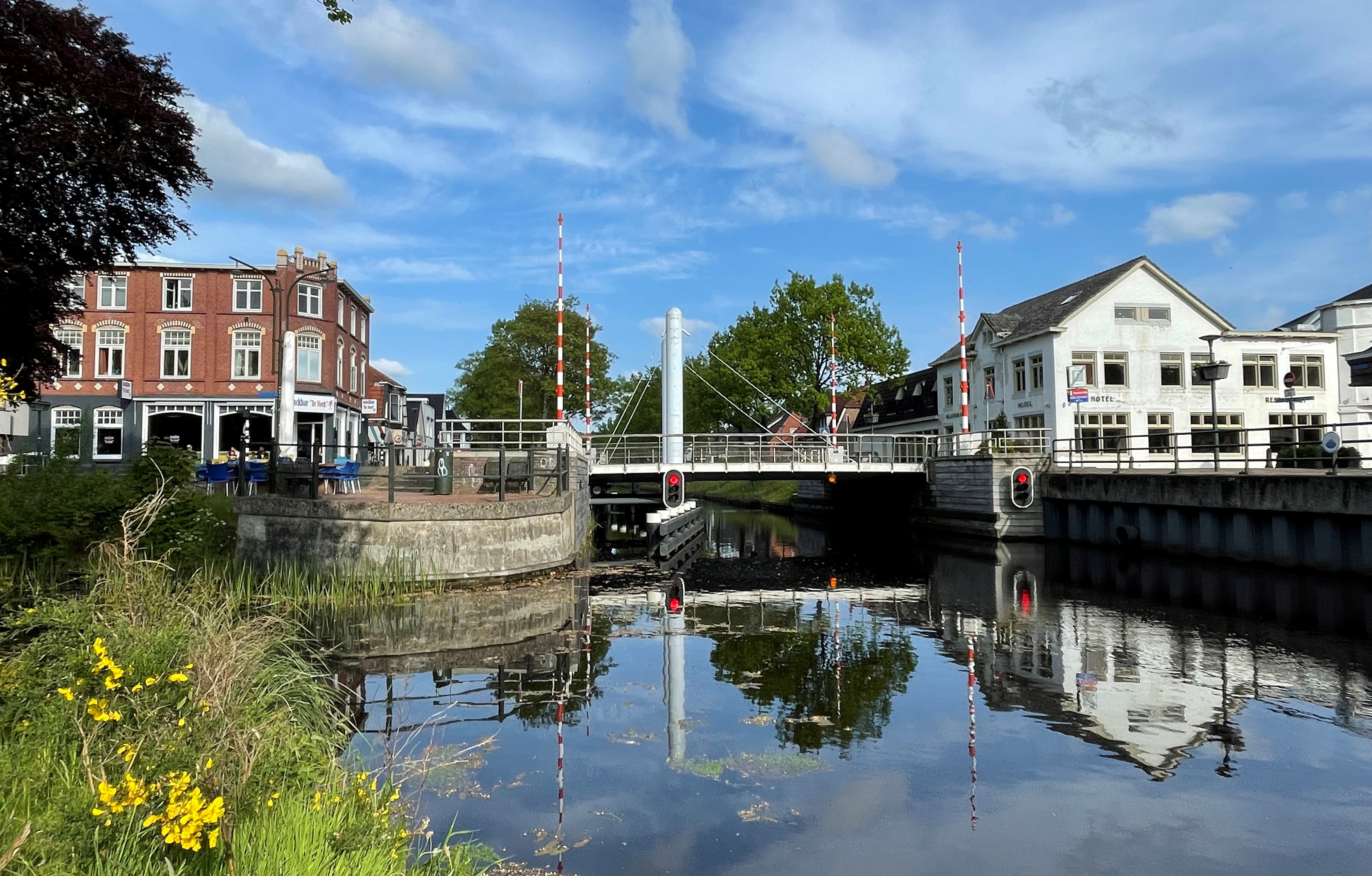
De Hoofdbrug in Oosterwolde

Oosterwolde heeft sinds 2010 een bijzondere brug, de Hoofdbrug genaamd, over de Opsterlandse Compagnonsvaart. Het is een hefbrug met slechts twee pylonen, volledig gemaakt van composiet. Oosterwolde is vooralsnog de enige plaats ter wereld met een dergelijke brug.